# Magdalena Eriksson
Magdalena „Magda“ Eriksson, auch Ericsson, (* 8. September 1993 in Stockholm) ist eine schwedische Fußballspielerin. Sie ist Innenverteidigerin und spielt seit Sommer 2023 für den FC Bayern München. 2014 gab sie ihr Debüt für die schwedische Nationalmannschaft. Mit dieser erreichte sie bei den Weltmeisterschaften 2019 und 2023 den dritten Platz. Mit der U-19-Nationalmannschaft gewann sie 2012 die Europameisterschaft.
Eriksson spielte zu Beginn ihrer Profikarriere für die Stockholmer Klubs Hammarby IF und Djurgården IF, bis sie 2013 zu Linköpings FC wechselte und gewann dort während ihrer fünfjährigen Spielzeit zweimal den schwedischen Pokal sowie 2016 die schwedische Meisterschaft.
2017 erfolgte der Wechsel nach England zum FC Chelsea. Dort etablierte sie sich als eine der besten Innenverteidigerinnen Europas und war ab 2019 Mannschaftskapitänin. Mit Chelsea gewann sie fünfmal die englische Meisterschaft, zusätzlich erreichte das Team in der Saison 2020/21 das Endspiel der UEFA Women’s Champions League. Sie absolvierte mehr als 180 Spiele für Chelsea und gewann mit dem Klub 12 Trophäen.
Im Jahr 2020 wurde sie als Schwedens Fußballerin des Jahres ausgezeichnet.

## Karriere

### Vereine
Eriksson begann beim Stockholmer Vorortverein Enskede IK mit dem Fußballspielen und wechselte im Jahr 2009 zum Stockholmer Erstligisten Hammarby IF, für deren Jugendmannschaft sie zunächst noch spielte und 2011 in die erste Mannschaft aufrückte. Als der Verein 2011 erstmals abstieg, wechselte sie zum Stockholmer Erstligisten Djurgårdens IF.
Nachdem auch Djurgården am Ende der Saison 2012 abgestiegen war, folgte der Wechsel zu Linköpings FC, für den sie in den folgenden vier Spielzeiten zu 87 Ligaeinsätzen kam und sieben Tore erzielte. In den Spielzeiten 2013/14 und 2014/15 gewann sie mit Linköping zweimal in Folge den nationalen Vereinspokal sowie nach drei Spielzeiten im oberen Tabellendrittel im Jahr 2016 die Meisterschaft. Damit ist die Mannschaft für das Sechzehntelfinale der UEFA Women’s Champions League 2017/18 qualifiziert. Bereits in der Saison 2014/15 nahm sie mit Linköping an der UEFA Women’s Champions League 2014/15 teil, für die die Mannschaft als Dritter der Meisterschaft 2013 anstelle des in finanzielle Schwierigkeiten geratenen Vizemeisters Tyresö FF teilnahm. Eriksson kam in sechs Spielen zum Einsatz und schied im Viertelfinale gegen den dänischen Meister Brøndby IF nach einer 0:1-Heimniederlage und einem 1:1 im Rückspiel aus. Dabei erzielte sie im Achtelfinale beim 5:0-Heimsieg gegen Swesda 2005 Perm auch ein Tor.

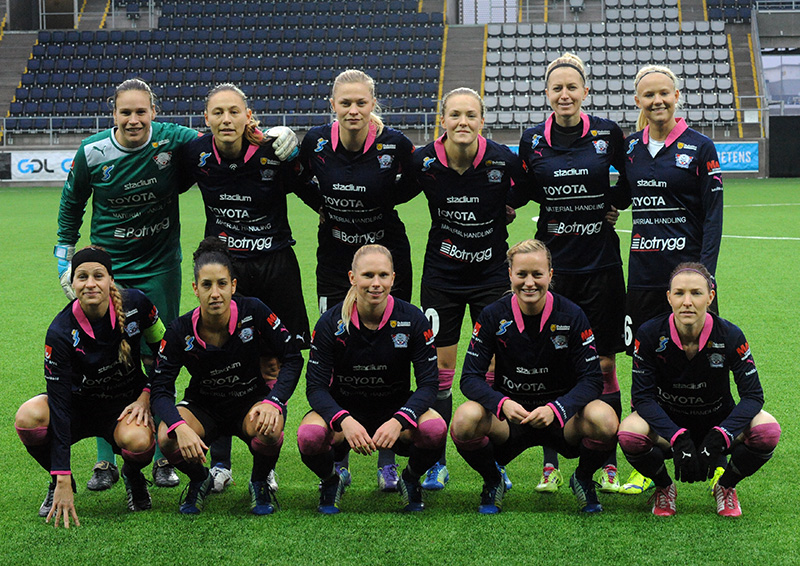
Eriksson (hinten, 4. von links) mit der Mannschaft von Linköpings FC am 8. November 2014 vor dem Spiel gegen Swesda 2005 Perm

Zur Saison 2017/18 wechselte sie nach England zu den Chelsea Ladies. Ihren ersten Ligaeinsatz für die Engländerinnen hatte sie am 24. September 2017 beim 6:0 gegen Bristol City, wobei sie mit ihrem ersten Tor für Chelsea das zwischenzeitlichen 4:0 erzielte. Die Saison schloss Chelsea mit dem Double ab. In der UEFA Women’s Champions League 2017/18, in der sie in allen acht Spielen eingesetzt wurde, konnte sich Chelsea im Sechzehntelfinale gegen den deutschen Vizemeister FC Bayern München durchsetzen, scheiterte im Halbfinale aber am deutschen Meister VfL Wolfsburg. 2018/19 erreichte Chelsea das Halbfinale, in dem Titelverteidiger Olympique Lyon das Rückspiel mit 2:1 gewann und somit das 1:1 im Hinspiel überbot.
Beim COVID-19-Pandemie-bedingten Abbruch der FA Women’s Super League 2019/20 stand Chelsea auf dem zweiten Platz, hatte aber die beste Quote und wurde daher zum Meister erklärt. Mit den Londonerinnen unterlag sie in der Saison 2020/21 im Champions-League-Finale den Spielerinnen des FC Barcelona mit 0:4. In der UEFA Women’s Champions League 2021/22 belegte sie mit Chelsea in der erstmals ausgetragenen Gruppenphase hinter den punktgleichen Mannschaften des VfL Wolfsburg und Juventus Turin nur den dritten Platz, da sie im direkten Vergleich die schlechtere Tordifferenz hatten. Entscheidend dabei war die 0:4-Auswärtsniederlage gegen Wolfsburg am letzten Spieltag. Eriksson kam bei den sechs Spielen zum Einsatz. In der Saison 2022/23 gewann sie mit Chelsea erneut die Meisterschaft, als auch den FA Women’s Cup. Die Mannschaft erreichte das Halbfinale der Champions League 2022/23, scheiterte aber am späteren Gewinner FC Barcelona (Gesamtergebnis 1:2). In ihrem letzten Heimspiel als Chelsea-Spielerin traf sie zum endgültigen 2:0 gegen den Stadtrivalen Arsenal.

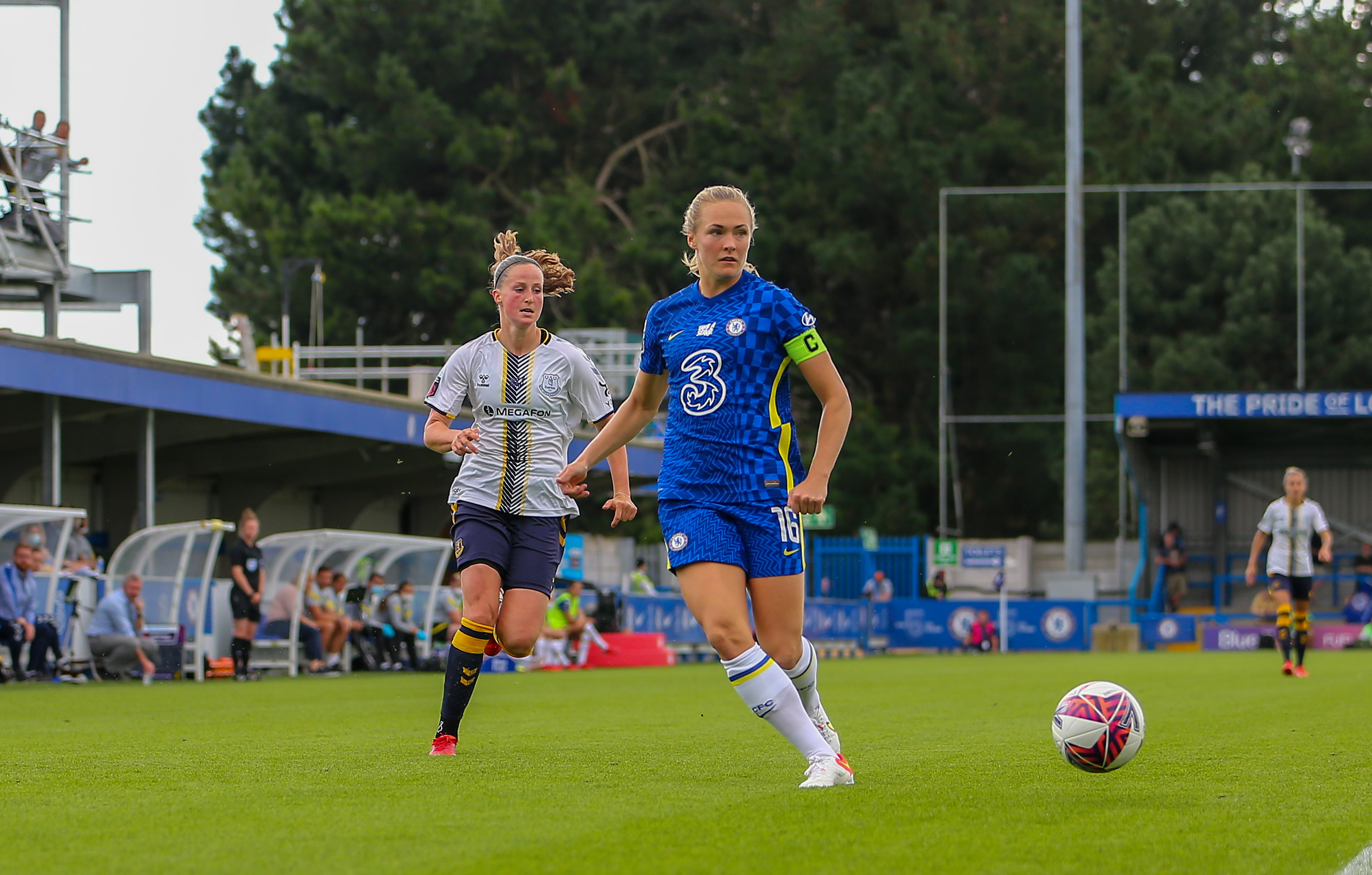
Eriksson agierte ab 2019 als Kapitänin der Blues.

Seit der Saison 2023/24 läuft sie für die Damen des FC Bayern München auf. Sie unterschrieb, ebenso wie ihre Partnerin Pernille Harder, einen Vertrag bis Sommer 2026.
Eriksson gab ihr Debüt im Bayern-Dress am 2. Oktober 2023 im Bundesligaspiel gegen den 1. FC Köln (2:0). Daraufhin war sie neben Teamkapitänin Glódís Viggósdóttir in der Innenverteidigung gesetzt; Eriksson spielte in allen darauffolgenden Partien für die Bayern durch. Gegen Werder Bremen erzielte sie am 19. November 2023 ihr erstes Tor in der Bundesliga, vier Tage später schoss sie die Bayern auswärts gegen Paris Saint-Germain (1:0) zum Sieg in der Gruppenphase der UEFA Women’s Champions League. Im Ligaduell gegen Bayer 04 Leverkusen war Eriksson erneut Torschützin beim 3:0-Erfolg.
Im UWCL-Heimspiel gegen Ajax Amsterdam (1:1) zog sie sich Mitte Dezember 2023 einen Mittelfußbruch zu und musste in der 23. Minute verletzt ausgewechselt werden. Sie fiel daraufhin für drei Monate aus. Am 16. März 2024 gab sie ihr Comeback gegen RB Leipzig. Mit den Bayern gewann sie am Ende der Saison die Deutsche Meisterschaft und den ersten Supercoup. Erikssons Saison 2024/25 mit dem FC Bayern war sehr erfolgreich: Das Team holte mit der Deutschen Meisterschaft und dem DFB-Pokal erstmals das Double und gewann auch im neu geschaffenen Kleinfeld-Turnier World Sevens Football.

### Nationalmannschaft
Eriksson spielte für diverse schwedische Nachwuchsnationalmannschaften und gewann mit der U19-Mannschaft 2012 den EM-Titel. Im November 2013 wurde sie von Nationaltrainerin Pia Sundhage erstmals zu einem Trainingslager der A-Nationalmannschaft eingeladen. Sie debütierte am 8. Februar 2014 für die A-Nationalmannschaft die das in Freundschaft ausgetragene Länderspiel gegen die Nationalmannschaft Frankreichs im Stade de la Licorne von Amiens mit 0:3 verlor. Kurz danach zog sie sich eine Knieverletzung zu und musste drei Monate pausieren. Sie wurde dann auch in der Qualifikation für die WM 2015 nur beim 5:0-Sieg über die Färöische Nationalmannschaft zur zweiten Halbzeit eingewechselt und nicht für die WM nominiert. Am 26. Januar 2016 erzielte sie beim 6:0-Sieg über die Nationalmannschaft Schottlands mit dem Treffer zum 2:0 in der 45. Minute ihr erstes A-Länderspieltor.
Im März 2016 nahm sie dann mit der schwedischen Mannschaft am Qualifikationsturnier für den letzten europäischen Startplatz bei den Olympischen Spielen 2016 teil. Sie kam bei den beiden 1:0-Siegen gegen die Nationalmannschaften Norwegens und der Schweiz zum Einsatz und sicherte sich mit ihrer Mannschaft den Startplatz in Rio. Dort kam sie in fünf Spielen zum Einsatz und gewann mit ihrer Mannschaft die Silbermedaille nach einer Finalniederlage gegen die Nationalmannschaft Deutschlands. Dabei kam sie nur in den Gruppenspielen gegen die Nationalmannschaft Chinas und Südafrikas über 90 Minuten zum Einsatz. Im Gruppenspiel gegen Gastgeber Brasilien wurde sie zur zweiten Halbzeit ausgewechselt, gegen die US-amerikanische Nationalmannschaft im Viertelfinale und gegen Deutschland im Finale für die letzten 20 regulären Spielminuten eingewechselt.

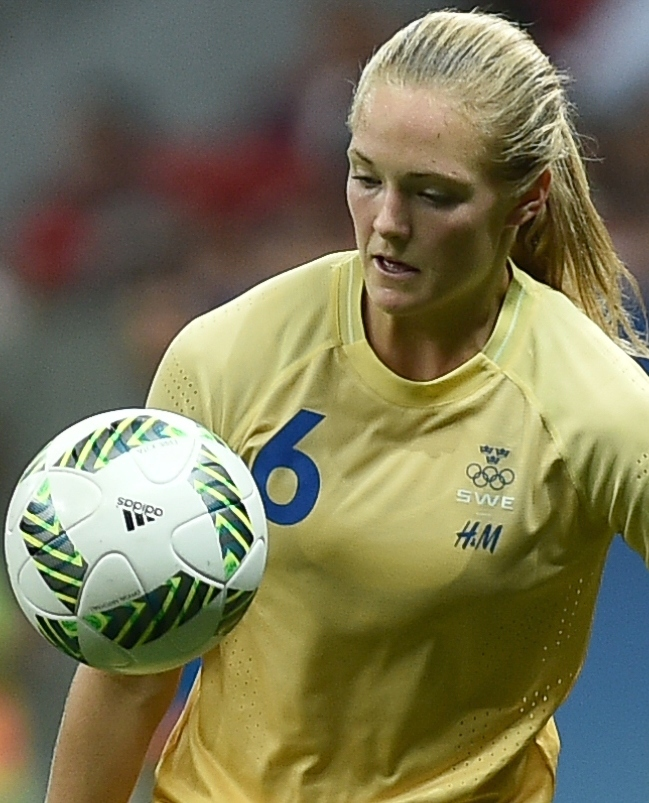
Eriksson bei den Olympischen Sommerspielen in Rio de Janeiro (2016)

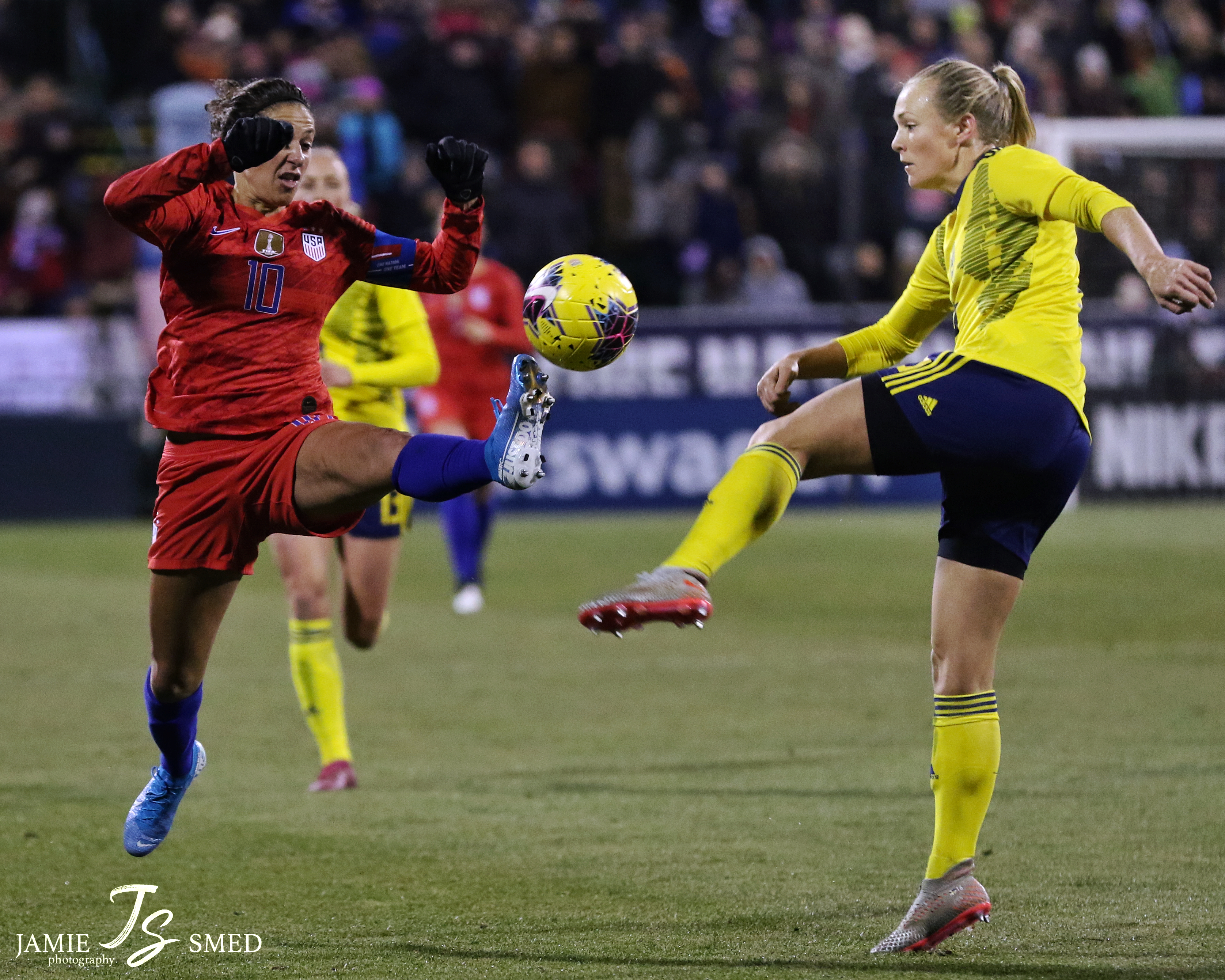
Eriksson während eines Freundschaftsspiel gegen die USA im November 2019

Am 21. Oktober 2016 erzielte sie ebenso wie Olivia Schough beim 7:0-Sieg über die Nationalmannschaft des Iran drei Tore, wurde jedoch – wie ein Großteil der Mitspielerinnen zur zweiten Halbzeit, in der keine Tore mehr fielen – ausgewechselt. Sie wurde auch für die EM 2017 nominiert, bei der sie in den drei Gruppenspielen zum Einsatz kam. Im gegen die Niederländerinnen verlorenen Viertelfinale kam sie dann nicht zum Einsatz. Beide Mannschaften gewannen gemeinsam den Algarve-Cup 2018, da das Finale wetterbedingt nicht ausgetragen werden konnte.
In der Qualifikation zur WM 2019 kam sie in fünf Spielen der zum Einsatz, erzielte dabei ein Tor und qualifizierte sich mit ihrer Mannschaft für die WM. Am 16. Mai wurde sie auch für die WM nominiert. Bei der WM wurde sie in sechs Spielen eingesetzt. Lediglich im Gruppenfinale gegen die US-amerikanische Nationalmannschaft saß sie auf der Bank. In den anderen Spielen gehörte sie stets zur Startelf. Als Gruppenzweite erreichten sie die K.-o.-Runde, in der sie im Achtelfinale mit 1:0 gegen Kanada gewannen. Im Viertelfinale gewannen die Schwedinnen nach 24 Jahren wieder ein Pflichtspiel gegen die Nationalmannschaft Deutschlands und qualifizierten sich damit für das olympische Fußballturnier 2020. Im Halbfinale unterlagen sie Europameister Niederlande nach Verlängerung, konnten dann aber das Spiel um Platz 3 gegen die Nationalmannschaft Englands für sich entscheiden.
Sie wurde auch für das wegen der COVID-19-Pandemie um ein Jahr verschobene olympische Fußballturnier 2020 nominiert. Im Turnier wurde sie nur beim Auftaktsieg gegen die US-amerikanische Nationalmannschaft nicht eingesetzt. Danach gehörte sie stets zur Startelf, wurde jedoch zweimal ausgewechselt. Zum dritten Gruppenspiel gegen die Nationalmannschaft Neuseelands, als einige Stammspielerinnen geschont wurden, führte sie ihre Mannschaft als Spielführerin aufs Feld. Am Ende gewann sie mit ihrer Mannschaft, wie vor vier Jahren, die Silbermedaille, da im finalen Elfmeterschießen vier Mitspielerinnen ihren Torschuss nicht verwandeln konnten. Sie war in dem Spiel aber schon in der 75. Minute ausgewechselt worden.
In der erfolgreichen Qualifikation für die WM 2023 wurde sie immer eingesetzt und erzielte ein Tor. In der EM-Endrunde in England, die wegen der COVID-19-Pandemie ebenfalls um ein Jahr verschoben worden war, wurde sie in den fünf Spielen ihrer Mannschaft eingesetzt. Mit der 0:4-Niederlage gegen Gastgeber England schied sie mit ihrer Mannschaft nach dem Halbfinale aus dem Turnier aus.

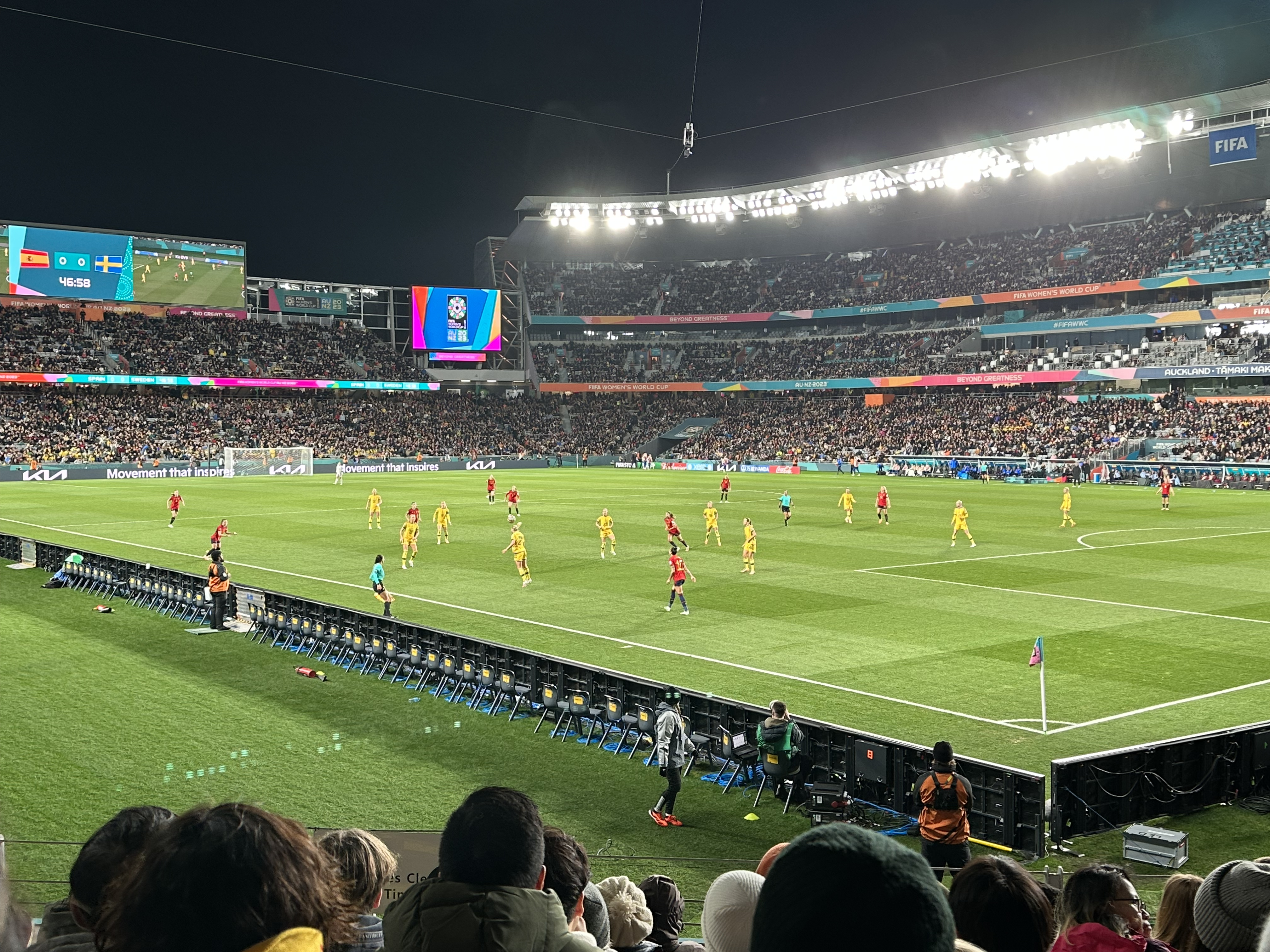
WM-Halbfinale 2023

Sie wurde von Peter Gerhardsson für die WM 23 nominiert. Eriksson absolvierte im Turnier jede Minute der drei gewonnenen Gruppenspiele und spielte auch beim Achtelfinalsieg gegen die USA (0:0 nach Verlängerung, 5:4 im Elfmeterschießen) die volle Spielzeit durch. Das Viertelfinale gegen Japan war Erikssons 100. Spiel für die Nationalelf. Auch im Halbfinale, in welchem man den Spanierinnen mit 1:2 unterlag, kam sie zum Einsatz. Beim 2:0-Sieg Spiel um Platz 3 über die Nationalmannschaft Australiens gewann sie die Bronzemedaille.
In der Erstaustragung der UEFA Nations League wurde Schweden in Gruppe 4 der Liga A ausgelost und traf dort auf die Nationalmannschaften Italiens, Spaniens und der Schweiz. Im Auftaktspiel am 22. September 2023 spielte Schweden nach dem missglückten WM-Halbfinale erneut gegen die nun amtierenden Weltmeister aus Spanien. Eriksson erzielte in der 23. Minute per Kopfball das erste Tor in der Partie, abermals entschieden die Spanierinnen das Spiel jedoch für sich (Endstand 2:3). Gegen Italien und die Schweiz erreichte man ein knappes 1:0. Eriksson war im Heimspiel gegen die Schweizerinnen Torschützin. In den Rückspielen erreichte man gegen Italien nur ein Unentschieden und gegen die Schweiz verlor man 1:0. Nach der Auswärtsniederlage gegen Spanien (3:5) Anfang Dezember 2023 rutschte Schweden auf Tabellenplatz 3 in der Gruppe und spielte somit um die Relegation in die Liga B der Nations League. Aufgrund der Platzierung verpasste Schweden zudem erstmals die Qualifizierung für die Olympischen Spiele 2024. Das Relegationsspiel gegen Bosnien-Herzegowina gewann man im Februar 2024 eindeutig mit einem Gesamtergebnis von 10:0. Eriksson kam in den beiden Partien verletzungsbedingt jedoch nicht zum Einsatz.
Zum Auftakt der EM-Qualifikation gegen England (1:1) am 5. April 2024 im Wembley-Stadion kehrte Eriksson nach ihrer viermonatigen Verletzungspause in die Nationalelf zurück.
Am 11. Juni 2025 wurde sie für die EM-Endrunde nominiert. Sie kam im dritten Gruppenspiel ihrer Mannschaft und dem Viertelfinale zum Einsatz und schied mit ihr nach einem verlorenen Elfmeterschießen gegen Titelverteidiger England aus. Dabei schoss sie ihren Elfmeter an den Pfosten.

## Erfolge
Nationalmannschaft
- WM-Bronze 2019, 2023
- Olympische Silbermedaille: 2016, 2020
- Algarve-Cup-Siegerin: 2018 (gemeinsam mit den Niederlanden)[31]
- U19-Europameisterin: 2012

Linköping
- Schwedische Meisterin: 2016
- Schwedische Pokalsiegerin: 2014, 2015
- Schwedische Supercupfinalistin: 2015, 2016

Chelsea LFC
- Champions-League-Finalistin: 2021
- Englische Meisterin: 2018, 2020, 2021, 2022, 2023
- Englische Pokalsiegerin: 2018, 2021, 2022, 2023
- Englische Supercupsiegerin: 2020
- FA-WSL-Continental-Tyres-Cup-Siegerin: 2020, 2021

FC Bayern München
- Deutscher Meister 2024, 2025
- DFB-Pokal-Sieger 2025
- Deutscher Supercupsieger: 2024
- World Sevens Football Tournament: 2025[32]

## Auszeichnungen
- Schwedens Fußballerin des Jahres: 2020
- Fotbollsgalan: Schwedische Verteidigerin des Jahres 2020, 2021
- Nominierung für den Ballon d’Or féminin 2021 (11.)
- Wahl in die Weltelf: 2021
- FA WSL PFA Team of the Year: 2020[33], 2021[34]
- 100 besten weiblichen Fußballerinnen der Welt (The Guardian): 77 (2019)[35], 25 (2020)[36], 11 (2021)[37], 43 (2022)[38] 53 (2023)[39]

## Privates
Eriksson hat einen Bachelor-Abschluss in Politikwissenschaft und belegte einen Kurs in feministischer Theorie und intersektioneller Machtanalyse.
Erikssons Mutter ist finnischer Abstammung.
Magdalena Eriksson nahm lange an, dass ihr Nachname mit „C“ geschrieben werde, weil ihr Vater ihn so schrieb. Im Alter von 17 Jahren stellte sie bei einem Blick in ihren Pass fest, dass ihr Familienname tatsächlich mit „K“ geschrieben wird. Daher wird ihr Nachname noch oft falsch geschrieben.
Seit Mai 2014 ist sie mit der dänischen Profifußballspielerin Pernille Harder liiert. Beide spielten gemeinsam für Linköpings FC in Schweden. Zur Saison 2020/21 wechselte Harder ebenfalls zum FC Chelsea Women. Seit der Saison 2023/24 spielen Harder und Eriksson gemeinsam beim FC Bayern München. Am 21. Juli 2024 gaben sie ihre Verlobung bekannt.
Die beiden engagieren sich seit August 2019 für die Initiative Common Goal und haben 1 % ihres jeweiligen Gehaltes zugesagt, um damit die „Play Proud“-Organisation zu unterstützen, die ein sicheres Umfeld für LGBTQ-Menschen in Stadien etablieren will.